# Liparis perpusilla
Liparis perpusilla är en orkidéart som beskrevs av Joseph Dalton Hooker. Liparis perpusilla ingår i släktet gulyxnen, och familjen orkidéer. Inga underarter finns listade i Catalogue of Life.